# Vítové ze Rzavého
Vítové ze Rzavého (ve starší podobě Vítové ze Rzawe) byl starý český vladycký rod, který se kolem roku 1400 vydělil z rozrodu Těmínů. Ve druhé polovině 17. století byli povýšeni do stavu svobodných pánů, ale již roku 1675 vymřeli.

## Původ a historie
Vítové ze Rzavého, podobně jako další větve rodu Těmínů z Těmic (Lapáčkové z Vrážného, Sádlové z Vrážného, či Chrtové z Ertína, s nimiž měli společný základ erbu), pocházela z Táborska, nemají však jedno společné rodové jméno (jako např. Hrabišici, Ronovici, Drslavici apod.). Rod se později usadil v Povltaví jižně od Prahy (okolí Neveklova, Suchdol, Křečovice ad.)
Prvním doloženým předkem původně jihočeského rodu Těmínů z počátku 14. století byl jistý Jan Těmín z Těmic, původ rodu je však starší. Jan byl prvním, kdo použil tohoto jména, avšak pocházel z rodu neznámého jména, který již před rokem 1400 používal týž rodový erb, společný pro shora uvedené rody.

### Vítové

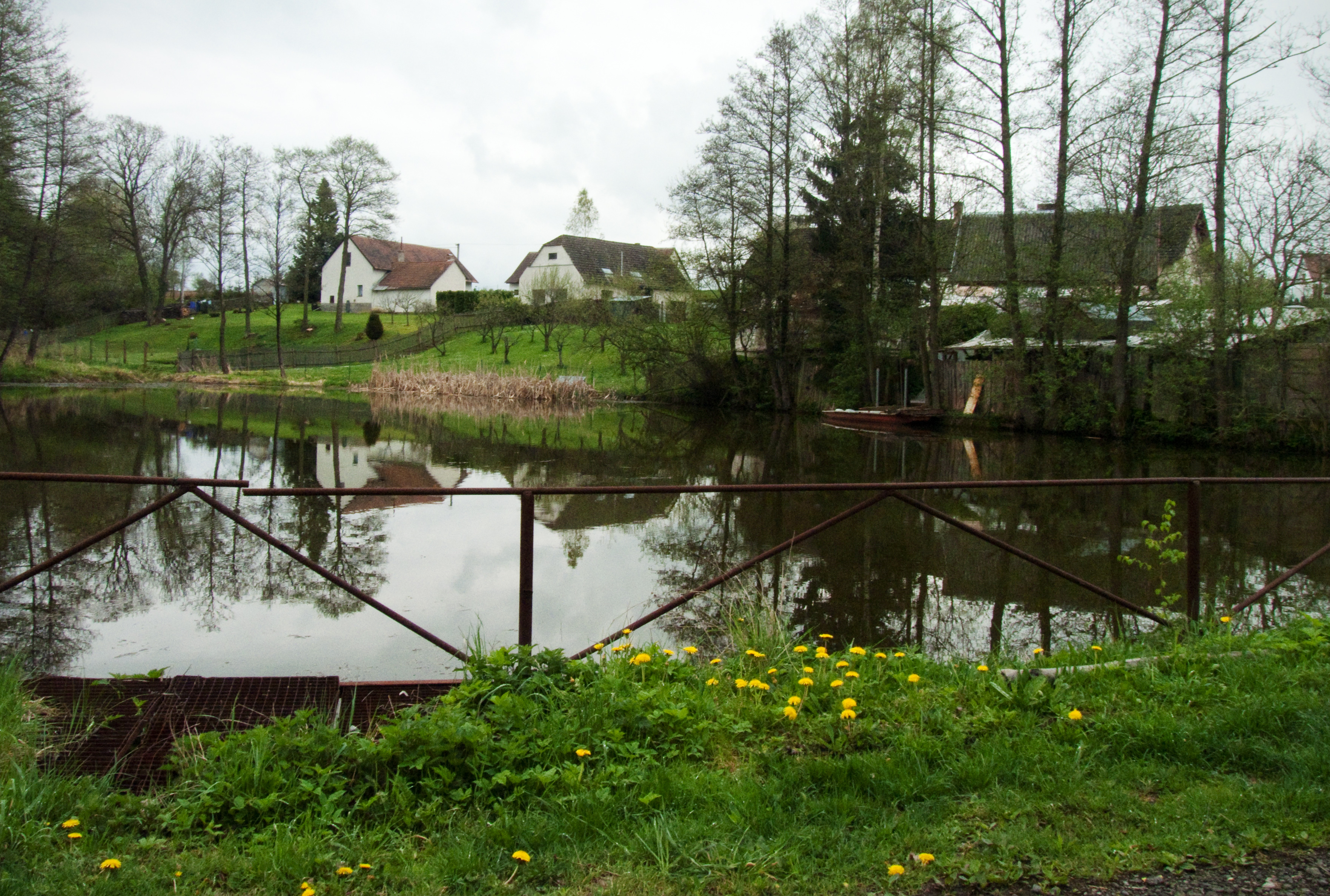
Ves Rzavá, původní sídlo rodu

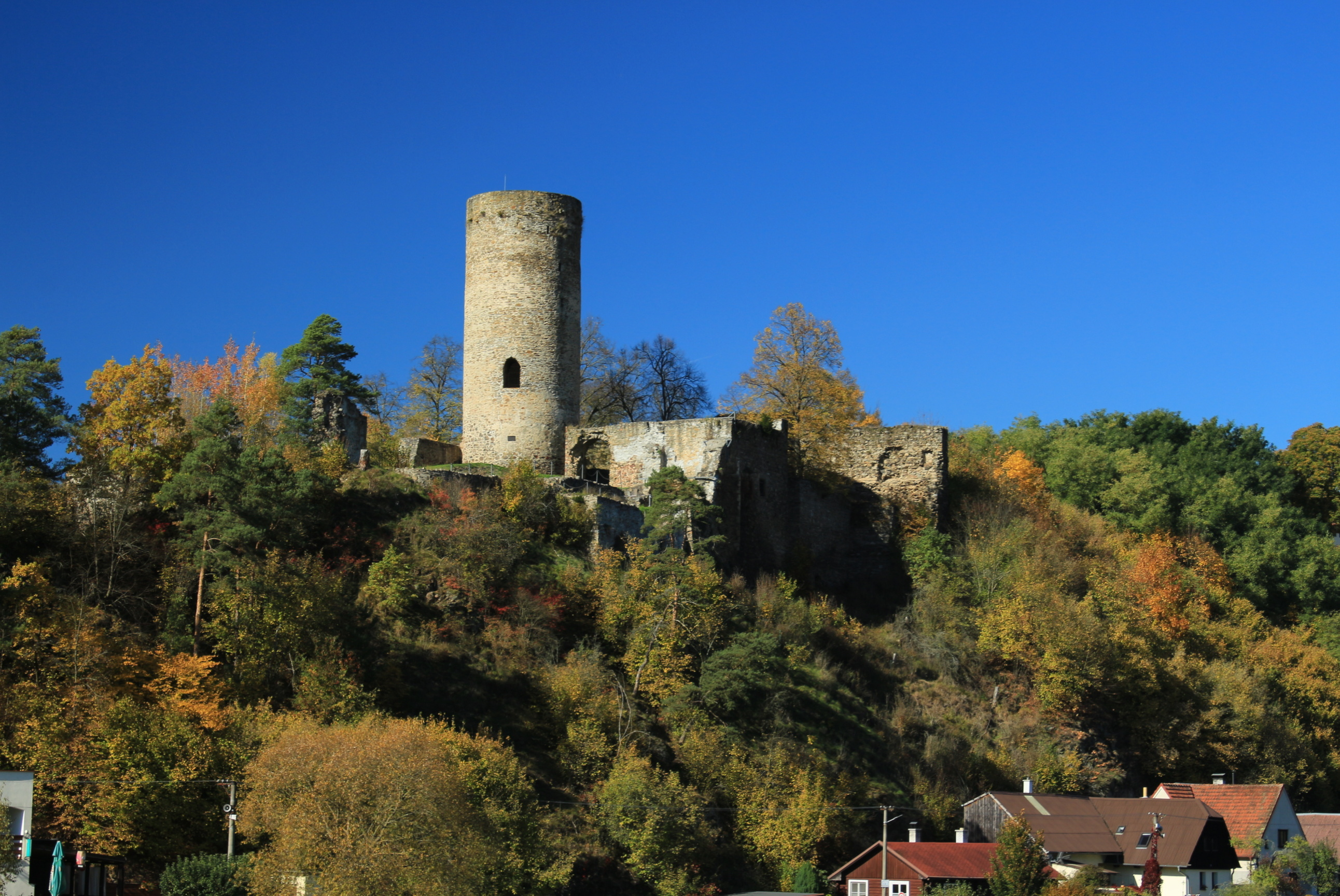
Hrad Dobronice

Na konci 14. století se objevuje první zmínka o Vítovi ze vsi Rzavá (Rzawa) či Rzavé na Táborsku. Ten byl od roku 1414 purkrabím na Choustníku, jehož jméno se později stalo jménem rodovým. Měl tři syny: Mikuláše, jenž byl purkrabím na Zvíkově, Lipolta (Lipolda), taktéž činného na Zvíkově a od roku 1446 v Dobronicích, a nejmladšího Víta, rovněž purkrabího na Choustníku.
V další generaci se rod Vítů silně rozrostl a rozdělil. Vítové drželi několik panství, mezi která patřila Želeč či Stádlec, a jeden z potomků, Zdeněk, byl hejtmanem v Jindřichově Hradci. Později se do jejich držby dostala také panství Dub, Dobřejovice, Houžná, Mezná, Opařany, Pacov (Padov) či hrad Dobronice, Vodlochovice a další.
Mikoláš Aleš Bohuslav byl hejtmanem Bechyňského kraje a stejně tak jeho syn. Kromě toho zastával též úřad pražského malostranského hejtmana a v roce 1652 byl povýšen do stavu svobodných pánů. Od roku 1658 byl hejtmanem Nového Města pražského. Byl dvakrát ženatý, poprvé s Eliškou Jitkou Benedovou z Nečtin a podruhé s Kateřinou Příchovskou z Příchovic. Mikoláš Aleš Bohuslav zemřel v roce 1675 jako poslední příslušník tohoto rodu.

## Erb
Rodový erb Vítů ze Rzavého tvořilo červené břevno pokosem přes stříbrný štít. V klenotu erbu seděl chrt na červenozlatém polštářku.

## Příbuzenství
Vítové ze Rzavého se spojili s Popely z Lobkovic, Příchovskými z Příchovic, Kotvici z Kotvic ad.